# 1899 (ТВ серија)
1899 је немачка телевизијска серија на више језика коју су створили Јантје Фризе и Баран бо Одар за Netflix. Приказана је 17. новембра 2022. године. Добила је изузетно позитивне рецензије критичара. Аутори серије су изјавили да имају идеје за још две сезоне, али је отказана у јануару 2023. године.

## Премиса
Када се због мистериозних догађаја промени курс имигрантског брода који 1899. године исплови за Њујорк, збуњени путници морају решити запањујућу загонетку.

## Улоге
| Глумац                | Улога            |
| --------------------- | ---------------- |
| Емили Бичам           | Мора Френклин    |
| Анајрин Барнард       | Данијел Солас    |
| Андреас Пичман        | Ајк Ларсен       |
| Мигел Бернардео       | Анхел            |
| Хосе Пиментао         | Рамиро           |
| Изабела Веј           | Линг Ји          |
| Габи Вонг             | Јук Ђе           |
| Јан Гаел              | Жером            |
| Матилда Оливје        | Клеманс          |
| Јонас Блоке           | Лисјен           |
| Розали Крејг          | Вирџинија Вилсон |
| Маћеј Мусјал          | Олек             |
| Клара Розагер         | Тове             |
| Лукас Лингард Тенесен | Крестер          |
| Марија Ерволтер       | Ибен             |
| Александре Вилуме     | Анкер            |
| Тино Мевес            | Себастијан       |
| Ајзак Дентлер         | Франц            |
| Флин Едвардс          | Елиот            |
| Антон Лесер           | Хенри Синглтон   |

## Епизоде
| Бр. еп. | Наслов   | Редитељ       | Сценариста                                 | Премијера          |
| ------- | -------- | ------------- | ------------------------------------------ | ------------------ |
| 1       | Брод     | Баран бо Одар | Јантје Фризе                               | 17. новембар 2022. |
| 2       | Дечак    | Баран бо Одар | Јантје Фризе и Дарио Марадона Лопез Гаљего | 17. новембар 2022. |
| 3       | Магла    | Баран бо Одар | Јантје Фризе и Ема Ко                      | 17. новембар 2022. |
| 4       | Борба    | Баран бо Одар | Јантје Фризе и Жером Бакан Нелсон          | 17. новембар 2022. |
| 5       | Зов      | Баран бо Одар | Јантје Фризе и Џулијана Лима Дене          | 17. новембар 2022. |
| 6       | Пирамида | Баран бо Одар | Јантје Фризе и Емил Нигорд Албертсен       | 17. новембар 2022. |
| 7       | Олуја    | Баран бо Одар | Јантје Фризе                               | 17. новембар 2022. |
| 8       | Кључ     | Баран бо Одар | Јантје Фризе                               | 17. новембар 2022. |